# 恩田聖敬
恩田 聖敬（おんだ さとし、1978年5月10日 - ）は、日本の男性実業家。

## 来歴
岐阜県山県市出身。1991年に山県市立桜尾小学校、1994年に山県市立高富中学校、1997年に岐阜県立岐阜北高校をそれぞれ卒業し、京都大学工学部物理工学科に入学。2002年に京大卒業後は京大大学院に進学し、2004年に工学研究科航空宇宙工学専攻を修了した。
2004年に株式会社ネクストジャパン（現：ネクストジャパンホールディングス）に入社、2009年4月に就任した同社管理部長を経て、2011年10月に同社取締役に就任した。ネクストジャパンホールディングスがJトラストに吸収合併された後は同社に移り、2013年5月よりJトラスト傘下のアドアーズ株式会社（後の株式会社KeyHolder）の執行役員、同年6月に同社取締役、2014年6月に同社常務取締役をそれぞれ歴任した。
2014年4月、Jトラスト社長の藤澤信義が支援に乗り出したJリーグ・FC岐阜の運営会社である株式会社岐阜フットボールクラブの代表取締役に就任。チームの再建に尽力した。
2015年1月、筋萎縮性側索硬化症 (ALS) を発症していることを公表した。2014年5月にALS発症を医師から告知されたとしている。本人は「お客様の喜ぶ姿や、『ありがとう』の声に接することが出来るこの職務は、私の天職」との思いからできる限りの職務続行の意思を示していたが、病気の進行と共に職務遂行に支障を来すようになったことを受け、2015年11月22日に行われたシーズン最終戦・対アビスパ福岡戦の試合終了後の挨拶で社長職を退任することを表明した。2016年1月ブログ、Facebook、Twitterを開始。FC岐阜の取締役としても2016年4月25日をもって任期満了により退任し、2016年5月～6月にクラウドファンディング(LIFULLソーシャルファンディング)にて創業資金を募り、2016年6月30日より、株式会社まんまる笑店の代表取締役社長に就任している。2017年6月21日世界ALSデーに動画「ALSの正体」の日本語版、英語版を公開、2017年10月佐藤仙務社長との対談本『2人の障がい者社長が語る絶望への処方箋』を発刊。2018年8月には気管切開をして人工呼吸器ユーザーとなった。経営者、難病患者、二児の父としての経験を活かし、月に数本の講演・研修など「重度障害者となっても自分らしく生きる」をテーマに精力的に啓発活動を行っている。